# Petalidium elatum
Petalidium elatum är en akantusväxtart som beskrevs av Raymond Benoist. Petalidium elatum ingår i släktet Petalidium och familjen akantusväxter. Inga underarter finns listade i Catalogue of Life.